# Prisoners of Conscience (film 1916)
Prisoners of Conscience è un cortometraggio muto del 1916 diretto da Melvin Mayo.

## Produzione
Il film fu prodotto dalla Lubin Manufacturing Company.

## Distribuzione
Distribuito dalla General Film Company, il film - un cortometraggio in tre bobine - uscì nelle sale cinematografiche USA il 26 maggio 1916.